# Spitfire (zespół muzyczny)
Spitfire – rosyjski zespół muzyczny grający muzykę z gatunku ska, punk rock oraz początkowo rockabilly. Pierwszy występ sceniczny grupa miała w lutym 1993 roku podczas St.Petersburg Psycho Festival.

## Skład zespołu[1]
- Dimitri Kjeżwatow - gitara, boczny wokal
- Grigorij Zontow - saksofon, boczny wokal
- Andriej Kurajew - gitara basowa, boczny wokal
- Roman Parygin - wokal, trąbka
- Władisław Aleksandrow - puzon, boczny wokal
- Igor Rozanow - keyboard
- Denis Kupczow - instrumenty perkusyjne

## Dyskografia[2][3]

### Albumy studyjne
- Night Hunting (1996)
- The Coast Is Clear (1999)
- Thrills and Kills (2004)
- Lifetime Visa (2008)
- 5 (2012)

### Minialbumy
- Я не сдамся холодам (2010)

### Single
- Mamma Mia (1998)
- Swinging Single Club (1998)
- X-Mas Claus Tour (2000)
- Self-Help (2002)
- Cult Fiction (2004)